# ZombiU
ZombiU, autrefois appelé Killer Freaks from Outer Space ou Killer Rabbids from Outer Space, est un jeu vidéo d'action-aventure de type survival horror développé par Ubisoft Montpellier, réalisé par Jean Philippe Caro et Florent Sacre puis édité par Ubisoft. Il fait partie des jeux de lancement de la Wii U de Nintendo en 2012.
Une version intitulée Zombi est commercialisée le 18 août 2015 en version physique et numérique sur Windows, PlayStation 4 et Xbox One.

## Trame
Il y a 400 ans, l’astronome John Dee créa une prophétie apocalyptique connue comme la « Prophétie noire » qui s’accomplira en 2012. En novembre 2012, la prophétie commence à se réaliser sous la forme d’une invasion de zombies à Londres. Les survivants se cachent dans un bunker pendant qu’un des médecins de la reine, le Dr Knight, recherche la solution miracle légendaire dans le palais de Buckingham.

## Système de jeu
ZombiU est un jeu de tir à la première personne et survival horror se déroulant à Londres, dans lequel le joueur prend le contrôle d'un survivant d'une apocalypse de zombies. Le joueur doit collecter divers objets et armes se trouvant un peu partout dans la ville qui l'aideront à combattre et tuer les zombies. Si le personnage incarné par le joueur est tué par un zombie, ce qui peut arriver s'il est mordu, le personnage va mourir de manière permanente et le joueur prendra le contrôle d'un nouveau survivant. Le joueur se retrouve alors avec l'inventaire de base, soit une lampe-torche, un batte de cricket et un pistolet avec un chargeur de 13 balles. Le personnage précédent, quant à lui, devient un zombie, et le joueur doit le retrouver et le tuer s'il souhaite récupérer son inventaire d'origine. Si jamais le joueur se fait tuer dans cette phase de récupération, le matériel en question est éparpillé aux quatre coins du jeu.
Sur Wii U, le GamePad sert à la fois comme un contrôleur classique mais aussi comme un scanner permettant de découvrir des éléments cachés, identifier des zombies ou décrypter des codes. L'écran tactile permet de gérer son inventaire et avoir une carte et un radar en permanence sous les yeux.

## Développement
Les voix des personnages de zombies ont été interprétées et enregistrées par des chanteurs de métal français : Jonathan Devaux du groupe Hord, Tristan Haillot du groupe Weaksaw, Émilie Nox du groupe Gravity, et Benjamin Tordjman du groupe Decade of Despair,.
London Bridge Is Falling Down est remixé par "Dezzaired" pour le trailer du jeu.

## Accueil

### Critiques
À sa sortie sur Wii U, le jeu recolte des avis globalement favorables, lui offrant une moyenne de 77 sur metacritic.
La re-sortie du titre n'offre pas la même excitation en 2015. Beaucoup reprochant à Ubisoft d'avoir fait un portage paresseux.

## Postérité
En mai 2013, Jean-Philippe Caro, directeur créatif du jeu, déclare travailler sur prototype d'une suite. Cependant, en juillet 2013, Yves Guillemot, patron d'Ubisoft, déclare que le jeu n'est toujours pas rentable et donc qu'une suite n'est pas prévue.
En juillet 2015, Ubisoft annonce la sortie du jeu en version numérique sur Windows, PlayStation 4 et Xbox One pour le 18 août 2015, sous le titre Zombi.